# Paratorchus trivialis
Paratorchus trivialis – gatunek chrząszczy z rodziny kusakowatych i podrodziny Osoriinae.
Gatunek ten opisany został w 1982 roku przez H. Pauline McColl jako Paratrochus trivialis. W 1984 roku ta sama autorka zmieniła nazwę rodzaju na Paratorchus, w związku z wcześniejszym użyciem poprzedniej nazwy dla rodzaju mięczaków.
Chrząszcz o walcowatym ciele długości od 2,9 do 3,5 mm, barwy rudobrązowej z żółtobrązowymi odnóżami i czułkami. Wierzch ciała ma głównie dość delikatnie punktowany oraz gęsto owłosiony. Długość szczecinek jest nie mniejsza niż odległości między nimi. Owalne oczy buduje pojedyncze, wypukłe omatidium. Przedplecze ma od 0,5 do 0,55 mm długości, płytką siateczkowatą mikrorzeźbę oraz delikatne punktowanie. Przednia ⅓ przedplecza jest węższa niż tylna. Pokrywy charakteryzują zaokrąglone kąty ramieniowe. Odwłok ma dziewiąty tergit niezbyt silnie wydłużony ku tyłowi w dwa krótkie, spiczaste wyrostki tylne. U samca ósmy sternit odwłoka ma płytkie wgłębienie środkowe. Narząd kopulacyjny samca ma szeroki wyrostek boczny zakrzywiony wokół lekko zagiętej i zwężonej ku szczytowi oraz nieco krótszej od niego części rurkowatej, a paramery są przysadziste. Samicę cechuje podługowato-owalna spermateka o wymiarach 0,175 × 0,075 mm i z przewodem nieskręconym spiralnie w części środkowej.
Owad endemiczny dla Nowej Zelandii, znany z pojedynczego stanowiska w regionie Auckland na Wyspie Północnej. Znaleziony w ściółce na wysokości 90 m n.p.m.